# Pol Plançon

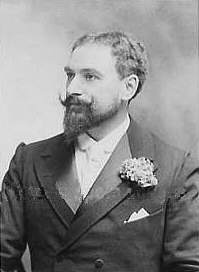
Pol Plançon

Pol Plançon (* 12. Juni 1851 in Fumay, Département Ardennes; † 11. August 1914 in Paris; eigentlich Paul-Henri Plançon) war ein französischer Opernsänger (Bass).

## Leben
Er debütierte 1877 an der Oper von Lyon. Später sang er an der Grand Opéra Paris, an der Covent Garden Opera London, in Brüssel und Nizza. 1893 wurde er an die Metropolitan Opera New York engagiert. Seine Paraderolle war der Méphistophélès in Charles Gounods Oper Faust. Er wirkte in den Uraufführungen der Jules Massenet Opern Le Cid (1885) und La Navarraise (1894) mit. Ebenso in den Uraufführungen der Camille-Saint-Saëns-Opern Étienne Marcel (1879) und Ascanio (1890).
1908 beendete er seine Karriere mit einer Vorstellung der Oper Martha von Friedrich von Flotow an der Metropolitan Opera. Er ließ sich in Paris nieder und arbeitete fortan als Gesangslehrer.
Plançons technisch hervorragend geschulte Stimme ermöglichte es ihm, selbst schwierigste Verzierungen (insbesondere Triller) zu bewältigen. Er galt in dieser Kunst als führender Sänger seiner Zeit und ist auch von späteren Sängern darin unerreicht geblieben. Seine Stimme ist durch zahlreiche Aufnahmen erhalten.